# Seznam dílů seriálu Četa v akci
Toto je seznam dílů seriálu Četa v akci.

## Přehled řad
| Řada | Díly | Premiéra v USA | Premiéra v USA  | Premiéra v ČR | Premiéra v ČR |
| Řada | Díly | První díl      | Poslední díl    | První díl     | Poslední díl  |
| ---- | ---- | -------------- | --------------- | ------------- | ------------- |
| 1    | 21   | 24. září 1987  | 30. dubna 1988  |               |               |
| 2    | 16   | 3. ledna 1989  | 16. května 1989 |               |               |
| 3    | 21   | 23. září 1989  | 28. dubna 1990  |               |               |

## Seznam dílů

### První řada (1987–1988)
| Č. v seriálu | Č. v řadě | Původní název                   | Český název | Režie               | Scénář                                               | Premiéra v USA     | Premiéra v ČR |
| ------------ | --------- | ------------------------------- | ----------- | ------------------- | ---------------------------------------------------- | ------------------ | ------------- |
| 1            | 1         | Pilot                           |             | Bill L. Norton      | Steve Duncan a L. Travis Clark                       | 24. září 1987      |               |
| 2            | 2         | Notes From the Underground      |             | Bill L. Norton      | Bill L. Norton                                       | 1. října 1987      |               |
| 3            | 3         | Dislocations                    |             | Aaron Lipstadt      | Steven Phillip Smith                                 | 8. října 1987      |               |
| 4            | 4         | War Lover                       |             | Jim Johnson         | Rick Husky                                           | 15. října 1987     |               |
| 5            | 5         | Sitting Ducks                   |             | Aaron Lipstadt      | Steve Bello                                          | 29. října 1987     |               |
| 6            | 6         | Burn, Baby, Burn                |             | Reynaldo Villalobos | L. Travis Clark, Steve Duncan a Steven Phillip Smith | 5. listopadu 1987  |               |
| 7            | 7         | Brothers, Fathers, and Sons     |             | Bill L. Norton      | Bill L. Norton                                       | 12. listopadu 1987 |               |
| 8            | 8         | The Good, the Bad, and the Dead |             | Reynaldo Villalobos | Brad Radnitz                                         | 19. listopadu 1987 |               |
| 9            | 9         | Battling Baker Brothers         |             | Bill L. Norton      | Bill L. Norton a David Wyles                         | 10. prosince 1987  |               |
| 10           | 10        | Nowhere to Run                  |             | Randy Roberts       | Rick Husky                                           | 17. prosince 1987  |               |
| 11           | 11        | Roadrunner                      |             | Jim Johnston        | Robert Burns Clark                                   | 7. ledna 1988      |               |
| 12           | 12        | Pushin' Too Hard                |             | Bill L. Norton      | David Hume Kennerly a Dennis Foley                   | 14. ledna 1988     |               |
| 13           | 13        | USO Down                        |             | Ronald L. Schwary   | Jim Beaver                                           | 21. ledna 1988     |               |
| 14           | 14        | Under Siege                     |             | Stephen L. Posey    | Steve Bello                                          | 11. února 1988     |               |
| 15           | 15        | Soldiers                        |             | Bill L. Norton      | Rick Husky                                           | 18. února 1988     |               |
| 16           | 16        | Gray-Brown Odyssey              |             | Randy Roberts       | Bruce Reisman                                        | 25. února 1988     |               |
| 17           | 17        | Blood Brothers                  |             | Charles Correll     | Christian Darren                                     | 12. března 1988    |               |
| 18           | 18        | The Short Timer                 |             | Bill Duke           | Bruce Reisman a Peter Lubliner                       | 19. března 1988    |               |
| 19           | 19        | Paradise Lost                   |             | James L. Conway     | Robert Burns Clark                                   | 26. března 1988    |               |
| 20           | 20        | Angel of Mercy                  |             | Bill L. Norton      | J. David Wyles                                       | 9. dubna 1988      |               |
| 21           | 21        | The Hill                        |             | Robert Iscove       | Steven Phillip Smith                                 | 30. dubna 1988     |               |

### Druhá řada (1989)
| Č. v seriálu | Č. v řadě | Původní název           | Český název | Režie             | Scénář                                           | Premiéra v USA  | Premiéra v ČR |
| ------------ | --------- | ----------------------- | ----------- | ----------------- | ------------------------------------------------ | --------------- | ------------- |
| 22           | 1         | Saigon (Part 1)         |             | Bill L. Norton    | Rick Husky                                       | 3. ledna 1989   |               |
| 23           | 2         | Saigon (Part 2)         |             | Bill L. Norton    | Rick Husky                                       | 10. ledna 1989  |               |
| 24           | 3         | For What It's Worth     |             | Edwin Sherin      | Dennis Cooper                                    | 17. ledna 1989  |               |
| 25           | 4         | True Grit               |             | Edwin Sherin      | Steven Phillip Smith                             | 24. ledna 1989  |               |
| 26           | 5         | Non-Essential Personnel |             | Jim Johnston      | Elia Katz                                        | 31. ledna 1989  |               |
| 27           | 6         | Sleeping Dogs           |             | Stephen L. Posey  | Jerry Patrick Brown                              | 7. února 1989   |               |
| 28           | 7         | I Wish It Would Rain    |             | Bradford May      | Rick Husky, Steven Phillip Smith a Dennis Cooper | 14. února 1989  |               |
| 29           | 8         | Popular Forces          |             | Bill L. Norton    | Jerry Patrick Brown, Dennis Cooper a Elia Katz   | 21. února 1989  |               |
| 30           | 9         | Terms of Enlistment     |             | Charles Correll   | Rick Husky a Dennis Cooper                       | 21. března 1989 |               |
| 31           | 10        | Nightmare               |             | Tommy Lee Wallace | Rick Husky, Steven Smith a Dennis Cooper         | 28. března 1989 |               |
| 32           | 11        | Promised Land           |             | Helaine Head      | N/A                                              | 4. dubna 1989   |               |
| 33           | 12        | Lonesome Cowboy Blues   |             | Charles Correll   | W.K. Scott Meyer                                 | 11. dubna 1989  |               |
| 34           | 13        | Sins of the Fathers     |             | Jim Johnston      | Rick Husky                                       | 25. dubna 1989  |               |
| 35           | 14        | Sealed with a Kiss      |             | Stephen L. Posey  | Dennis Cooper a Elia Katz                        | 2. května 1989  |               |
| 36           | 15        | Hard Stripe             |             | Jim Johnston      | Jerry Patrick Brown a Dennis Cooper              | 9. května 1989  |               |
| 37           | 16        | The Volunteer           |             | Stephen L. Posey  | Steven Phillip Smith                             | 16. května 1989 |               |

### Třetí řada (1989–1990)
| Č. v seriálu | Č. v řadě | Původní název                              | Český název | Režie                       | Scénář                                           | Premiéra v USA     | Premiéra v ČR |
| ------------ | --------- | ------------------------------------------ | ----------- | --------------------------- | ------------------------------------------------ | ------------------ | ------------- |
| 38           | 1         | The Luck                                   |             | Stephen L. Posey            | L. Travis Clark a Steve Duncan                   | 23. září 1989      |               |
| 39           | 2         | Doc Hock                                   |             | Randy Roberts               | L. Travis Clark, Steve Duncan a Robert Bielak    | 30. září 1989      |               |
| 40           | 3         | The Ties that Bind                         |             | Stephen L. Posey            | L. Travis Clark a Steve Duncan                   | 7. října 1989      |               |
| 41           | 4         | Lonely at the Top                          |             | Edwin Sherin                | L. Travis Clark a Steve Duncan                   | 14. října 1989     |               |
| 42           | 5         | A Bodyguard of Lies                        |             | Jim Johnston                | L. Travis Clark, Steve Duncan a Brian Herskowitz | 28. října 1989     |               |
| 43           | 6         | A Necessary End                            |             | Stephen L. Posey            | L. Travis Clark a Steve Duncan                   | 4. listopadu 1989  |               |
| 44           | 7         | Cloud Nine                                 |             | George Kaczender            | L. Travis Clark, Steve Duncan a Robert Bielak    | 11. listopadu 1989 |               |
| 45           | 8         | Thanks for the Memories                    |             | Paul Lynch                  | L. Travis Clark a Steve Duncan                   | 18. listopadu 1989 |               |
| 46           | 9         | I Am What I Am                             |             | Jim Johnston a Bradford May | L. Travis Clark a Steve Duncan                   | 2. prosince 1989   |               |
| 47           | 10        | World in Changes                           |             | Helaine Head                | L. Travis Clark a Steve Duncan                   | 9. prosince 1989   |               |
| 48           | 11        | Green Christmas                            |             | James A. Contner            | L. Travis Clark a Steve Duncan                   | 23. prosince 1989  |               |
| 49           | 12        | Odd Man Out                                |             | James A. Contner            | L. Travis Clark a Steve Duncan                   | 6. ledna 1990      |               |
| 50           | 13        | And Make Death Proud to Take Us            |             | George Kaczender            | L. Travis Clark a Steve Duncan                   | 20. ledna 1990     |               |
| 51           | 14        | Dead Man Tales                             |             | Bradford May                | L. Travis Clark, Steve Duncan a Robert Bielak    | 3. února 1990      |               |
| 52           | 15        | Road to Long Binh                          |             | Steve Dubin                 | L. Travis Clark a Steve Duncan                   | 10. února 1990     |               |
| 53           | 16        | Acceptable Losses                          |             | Bradford May                | L. Travis Clark a Steve Duncan                   | 17. února 1990     |               |
| 54           | 17        | Vietnam Rag                                |             | George Kaczender            | L. Travis Clark, Steve Duncan a Robert Bielak    | 24. února 1990     |               |
| 55           | 18        | War is a Contact Sport                     |             | Stephen Caffrey             | L. Travis Clark a Steve Duncan                   | 4. března 1990     |               |
| 56           | 19        | Three Cheers for the Orange, White, & Blue |             | Stephen L. Posey            | L. Travis Clark a Steve Duncan                   | 14. dubna 1990     |               |
| 57           | 20        | The Raid                                   |             | Jim Johnston                | L. Travis Clark a Steve Duncan                   | 28. dubna 1990     |               |
| 58           | 21        | The Payback                                |             | Jim Johnston                | L. Travis Clark a Steve Duncan                   | 28. dubna 1990     |               |